# Leven Powell

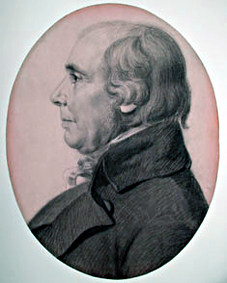
Leven Powell

Leven Powell (* 1737 bei Manassas, Colony of Virginia; † 23. August 1810 in Bedford, Virginia) war ein US-amerikanischer Politiker. Zwischen 1799 und 1801 vertrat er den Bundesstaat Virginia im US-Repräsentantenhaus.

## Werdegang
Leven Powell wuchs während der britischen Kolonialzeit auf und besuchte private Schulen. Noch vor der Revolution war er stellvertretender Polizeichef im Prince William County. Seit 1763 lebte er im Loudoun County, wo er im Handel arbeitete. In den 1770er Jahren schloss er sich der Revolutionsbewegung an. Während des Unabhängigkeitskrieges diente er bis 1778 als Oberstleutnant in der Kontinentalarmee; dann musste er aus gesundheitlichen Gründen den Militärdienst quittieren. Im Jahr 1779 gehörte er dem Abgeordnetenhaus von Virginia an. 1788 war er Delegierter auf der Versammlung, die für Virginia die Verfassung der Vereinigten Staaten ratifizierte. Zwischen 1787 und 1792 war er mit einer Ausnahme im Jahr 1790 erneut Abgeordneter im Staatsparlament. Ende der 1790er Jahre wurde er Mitglied der von Alexander Hamilton gegründeten Föderalistischen Partei.
Bei den Kongresswahlen des Jahres 1798 wurde Powell im 17. Wahlbezirk von Virginia in das damals noch in Philadelphia tagende US-Repräsentantenhaus gewählt, wo er am 4. März 1799 die Nachfolge von Richard Brent antrat. Bis zum 3. März 1801 konnte er eine Legislaturperiode im Kongress absolvieren. Während dieser Zeit wurde die neue Bundeshauptstadt Washington, D.C. bezogen. Nach dem Ende seiner Zeit im US-Repräsentantenhaus ist Leven Powell politisch nicht mehr in Erscheinung getreten. Er starb am 23. August 1810 in Bedford. Sein Sohn Cuthbert (1775–1849) wurde ebenfalls Kongressabgeordneter.